# Бурхард фон Кверфурт
Бурхард фон Кверфурт II/VI (на немски: Burchard (II/VI) von Querfurt; † между 1254 и 1258) от фамилията на бургграфовете на Магдебург е бургграф на Кверфурт, граф на Мансфелд и на Шраплау.

## Произход
Той е син на бургграф Гебхард IV фон Кверфурт († 1216), 4. бургграф на Магдебург, и съпругата му графиня Луитгард фон Насау († 1222), дъщеря на граф Рупрехт III фон Насау († 1191) и графиня Елизабет фон Ларингален-Шаумбург († 1235/1238). Брат е на Рупрехт I († 1266), архиепископ на Магдебург (1260 – 1266), и на Гебхард V фон Кверфурт († пр. 1237/1240), граф на Кверфурт.

## Фамилия
Бурхард фон Кверфурт се жени през 1217 г. за бургграфиня София фон Мансфелд († сл. 1233), наследничка на Мансфелд, дъщеря на граф Бурхард I фон Мансфелд († 1229) и Елизабет фон Шварцбург († сл. 1233). Те имат децата:
- Буркхард III фон Кверфурт († между 3 юли и 4 декември 1273/1279), бургграф на Магдебург, Кверфурт, граф на Мансфелд, женен I. за Ермгард, II. пр. 1264 г. за Ода фон Регенщайн († сл. 1 декември 1274)
- Бурхард VI († сл. 1303) преименуван на Лапе, господар на Шраплау, женен за фон Лобдебург-Арнсхаугк, баща на Бурхард III († 1325), архиепископ на Магдебург (1307 – 1325), граф на Шраплау
- Зигфрид II фон Кверфурт († 1310), епископ на Хилдесхайм (1279 – 1310)
- Гебхард фон Кверфурт († сл. 1301)